# Grammofonleverantörernas förening
Pour les articles homonymes, voir GLF (homonymie).
La Grammofonleverantörernas förening (GLF), ou la Swedish Recording Industry Association en anglais, est une organisation représentant l'industrie du disque en Suède. Elle compile et publie les classements musicaux officiels de l'industrie du disque suédois depuis 1975, incluant le Sverigetopplistan, un classement hebdomadaire des ventes d'album et de single.